# Damien Fleury
Pour l’article homonyme, voir Fleury.
Damien Fleury (né le 1er février 1986 à Caen en France) est un joueur professionnel français de hockey sur glace. Il évolue au poste d'ailier,.

## Carrière
(mars 2017).

### Carrière en club
Il commence sa carrière en professionnel en jouant pour l'équipe de sa ville natale du Drakkars de Caen en 2003, l'équipe évoluant alors en division 1 française. Il rejoint l'équipe pour la seconde phase du championnat inscrivant 5 buts en onze rencontres. L'équipe termine à la cinquième place de la poule de montée et doit attendre la fin de la saison suivante pour avoir le droit de monter en Ligue Magnus, la division élite de France.
Il joue donc sa première saison dans la Ligue élite en 2005-2006 et s'illustre encore une fois par son jeu malgré la douzième place de son équipe. Il est toutefois récompensé par la ligue et reçoit le titre du meilleur espoir du championnat de France, le trophée Jean-Pierre-Graff. Ne sentant pas l'équipe à la hauteur de ses espérances, il quitte sa ville natale pour les Ours de Villard-de-Lans souhaitant rejoindre des joueurs de talent et d'expérience comme Stéphane Barin ou encore Maurice Rozenthal. Après une huitième place lors de la saison régulière, l'équipe va perdre en quart de finale contre les Pingouins de Morzine. Finalement, il met du temps à s'adapter à sa nouvelle ville mais tout rentre dans l'ordre à la fin de la saison. Il quitte tout de même l'équipe de Villard-de-Lans et rejoint une équipe avec encore plus de prestige : les Brûleurs de Loups de Grenoble.

### Carrière internationale
Il joue sa première sélection en compétition internationale avec l'équipe de France  en 2006 à l'occasion du championnat du monde junior en division 1. L'équipe finit à la quatrième place de son groupe et Fleury réalise deux aides en cinq matchs.
Régulièrement en première position des remplaçant, il est appelé pour le tournoi de qualification à Oslo en vue des jeux olympiques de 2010.

## Statistiques

### Statistiques en club
| Saison    | Équipe                        | Ligue        |    | Saison régulière | Saison régulière | Saison régulière | Saison régulière | Saison régulière |    | Séries éliminatoires | Séries éliminatoires | Séries éliminatoires | Séries éliminatoires | Séries éliminatoires |
| Saison    | Équipe                        | Ligue        | PJ | B                | A                | Pts              | Pun              | PJ               | B  | A                    | Pts                  | Pun                  |                      |                      |
| 2003-2004 | Drakkars de Caen              | Ligue Magnus | 11 | 5                | 2                | 7                | 4                |                  |    |                      |                      |                      |                      |                      |
| 2004-2005 | Drakkars de Caen              | Ligue Magnus | 28 | 8                | 5                | 13               | 62               |                  |    |                      |                      |                      |                      |                      |
| 2005-2006 | Drakkars de Caen              | Ligue Magnus | 22 | 5                | 5                | 10               | 56               | 2                | 0  | 0                    | 0                    | 0                    |                      |                      |
| 2006-2007 | Ours de Villard-de-Lans       | Ligue Magnus | 26 | 12               | 4                | 16               | 58               | 6                | 4  | 1                    | 5                    | 4                    |                      |                      |
| 2007-2008 | Brûleurs de loups de Grenoble | Ligue Magnus | 28 | 7                | 8                | 15               | 36               |                  |    |                      |                      |                      |                      |                      |
| 2008-2009 | Brûleurs de loups de Grenoble | Ligue Magnus | 26 | 9                | 16               | 25               | 24               | 11               | 4  | 7                    | 11                   | 6                    |                      |                      |
| 2009-2010 | Brûleurs de loups de Grenoble | Ligue Magnus | 25 | 22               | 17               | 39               | 42               | 8                | 3  | 3                    | 6                    | 22                   |                      |                      |
| 2010-2011 | VIK Västerås HK               | Allsvenskan  | 44 | 25               | 12               | 37               | 26               | 6                | 0  | 1                    | 1                    | 2                    |                      |                      |
| 2011-2012 | Luleå HF                      | Elitserien   | 20 | 3                | 1                | 4                | 6                | -                | -  | -                    | -                    | -                    |                      |                      |
| 2011-2012 | Timrå IK                      | Elitserien   | 32 | 9                | 3                | 12               | 14               | -                | -  | -                    | -                    | -                    |                      |                      |
| 2012-2013 | Södertälje SK                 | Allsvenskan  | 51 | 29               | 18               | 47               | 50               | 10               | 4  | 5                    | 9                    | 10                   |                      |                      |
| 2013-2014 | Södertälje SK                 | Allsvenskan  | 25 | 6                | 10               | 16               | 68               | -                | -  | -                    | -                    | -                    |                      |                      |
| 2013-2014 | Lausanne HC                   | LNA          | 8  | 0                | 0                | 0                | 2                | -                | -  | -                    | -                    | -                    |                      |                      |
| 2014-2015 | Sport Vaasa                   | Liiga        | 40 | 15               | 11               | 26               | 61               | -                | -  | -                    | -                    | -                    |                      |                      |
| 2014-2015 | Djurgården Hockey             | SHL          | 16 | 6                | 4                | 10               | 4                | 2                | 0  | 0                    | 0                    | 0                    |                      |                      |
| 2015-2016 | SERC Wild Wings               | DEL          | 52 | 25               | 15               | 40               | 55               | -                | -  | -                    | -                    | -                    |                      |                      |
| 2016-2017 | HC Red Star Kunlun            | KHL          | 57 | 9                | 7                | 16               | 24               | -                | -  | -                    | -                    | -                    |                      |                      |
| 2017-2018 | Lukko Rauma                   | Liiga        | 19 | 2                | 4                | 6                | 4                | -                | -  | -                    | -                    | -                    |                      |                      |
| 2017-2018 | SERC Wild Wings               | DEL          | 32 | 11               | 10               | 21               | 16               | 2                | 1  | 1                    | 2                    | 0                    |                      |                      |
| 2018-2019 | Brûleurs de loups de Grenoble | Ligue Magnus | 41 | 26               | 21               | 47               | 66               | 15               | 5  | 12                   | 17                   | 38                   |                      |                      |
| 2019-2020 | Brûleurs de loups de Grenoble | Ligue Magnus | 38 | 24               | 29               | 53               | 94               | 4                | 3  | 4                    | 7                    | 0                    |                      |                      |
| 2020-2021 | Brûleurs de loups de Grenoble | Ligue Magnus | 22 | 13               | 15               | 28               | 14               | -                | -  | -                    | -                    | -                    |                      |                      |
| 2021-2022 | Brûleurs de loups de Grenoble | Ligue Magnus | 44 | 31               | 38               | 69               | 55               | 13               | 10 | 9                    | 19                   | 42                   |                      |                      |
| 2022-2023 | Brûleurs de loups de Grenoble | Ligue Magnus | 33 | 20               | 14               | 34               | 42               | 13               | 4  | 10                   | 14                   | 51                   |                      |                      |

### Statistiques en équipe nationale
| Année | Compétition                    |   | PJ | B | A | Pts | Pun                                      |  | Résultat |
| 2006  | Championnat du monde junior D1 | 5 | 0  | 2 | 2 | 6   | 4e place du groupe A division 1          |  |          |
| 2009  | Qualification olympique        | 3 | 0  | 0 | 0 | 0   | 4e place du groupe E des qualif. finales |  |          |
| 2009  | Championnat du monde           | 6 | 0  | 0 | 0 | 0   | 12e place                                |  |          |
| 2011  | Championnat du monde           | 6 | 1  | 0 | 1 | 2   | 12e place                                |  |          |
| 2012  | Championnat du monde           | 7 | 1  | 0 | 1 | 8   | 9e place                                 |  |          |
| 2013  | Qualification olympique        | 3 | 2  | 0 | 2 | 2   | 3e place du groupe E aux qualif. finales |  |          |
| 2013  | Championnat du monde           | 7 | 3  | 1 | 4 | 2   | 13e place                                |  |          |
| 2014  | Championnat du monde           | 8 | 1  | 2 | 3 | 4   | 8e place                                 |  |          |
| 2015  | Championnat du monde           | 7 | 5  | 1 | 6 | 6   | 12e place                                |  |          |
| 2016  | Championnat du monde           | 7 | 2  | 1 | 3 | 4   | 14e place                                |  |          |
| 2016  | Qualification olympique        | 3 | 2  | 0 | 2 | 2   | 2e place du groupe F aux qualif. finales |  |          |
| 2017  | Championnat du monde           | 7 | 3  | 2 | 5 | 2   | 9e place                                 |  |          |
| 2018  | Championnat du monde           | 7 | 3  | 1 | 4 | 6   | 12e place                                |  |          |
| 2019  | Championnat du monde           | 7 | 3  | 1 | 4 | 8   | 15e place                                |  |          |